# AVCHD
AVCHD (Advanced Video Coding High Definition) es un formato de grabación y reproducción de video de alta definición lanzado por Sony y Panasonic en 2006. Puede guardarse en diversos soportes de almacenamiento, incluyendo discos miniDVD (DVD grabables de 8 cm.), discos duros, y tarjetas de memoria SD y Memory Stick Pro, y ha sido concebido para competir con formatos de grabación de videocámara portátil como el HDV y el MiniDV.
Como su nombre indica, se usa la compresión de vídeo MPEG-4 AVC (H.264). Esta es publicitada como un método de compresión más eficiente en comparación al MPEG-2 empleado en las videocámaras HDV, ofreciendo potencialmente tanto unos requisitos de almacenamiento más reducidos como una mejor calidad de vídeo. El audio puede ser codificado en 5.1 AC-3 o 7.1 linear PCM. Como flujo de transporte se emplea MPEG-2. Sony asegura que el formato tiene un tiempo total de almacenamiento en un MiniDVD de unos 20 minutos de vídeo de alta definición empleando bitrates "medios". En comparación, los actuales discos de 8 cm pueden almacenar 30 minutos de video MPEG-2 de definición estándar, y las cintas MiniDV pueden grabar 60 minutos tanto en DV de definición estándar como en vídeo HDV de alta definición.
Las ventajas publicitadas del AVCHD sobre las cintas MiniDV es el auténtico acceso aleatorio, dado que la búsqueda por tiempo en AVCHD no implica una operación de rebobinado-avance rápido. El acceso aleatorio de AVCHD ofrece una utilidad práctica limitada para los usuarios avanzados. Este formato puede exportarse a discos Blu-ray y HD DVD, pero en general no es admitido directamente por los reproductores salvo que este y la cámara sean del mismo fabricante. Los reproductores de alta definición de Panasonic, por ejemplo, permiten reproducir directamente AVCHD (tanto grabado en DVD estándar como en tarjetas SD) sólo si el material se graba con una cámara de la misma marca. En resumen, se podría considerar al AVCHD como un estándar de grabación y próximamente edición, pero no de reproducción.
Desde un comienzo, el principal punto débil de este formato obedecía a que muy pocos programas de edición de vídeo lo reconocían nativamente en el ordenador. Fue la gran crítica que se hizo a Sony cuando lanzó las primeras cámaras en 2007, y para el 2008 la situación había mejorado un poco siendo posible editar, más o menos, las grabaciones en AVCHD en un PC.

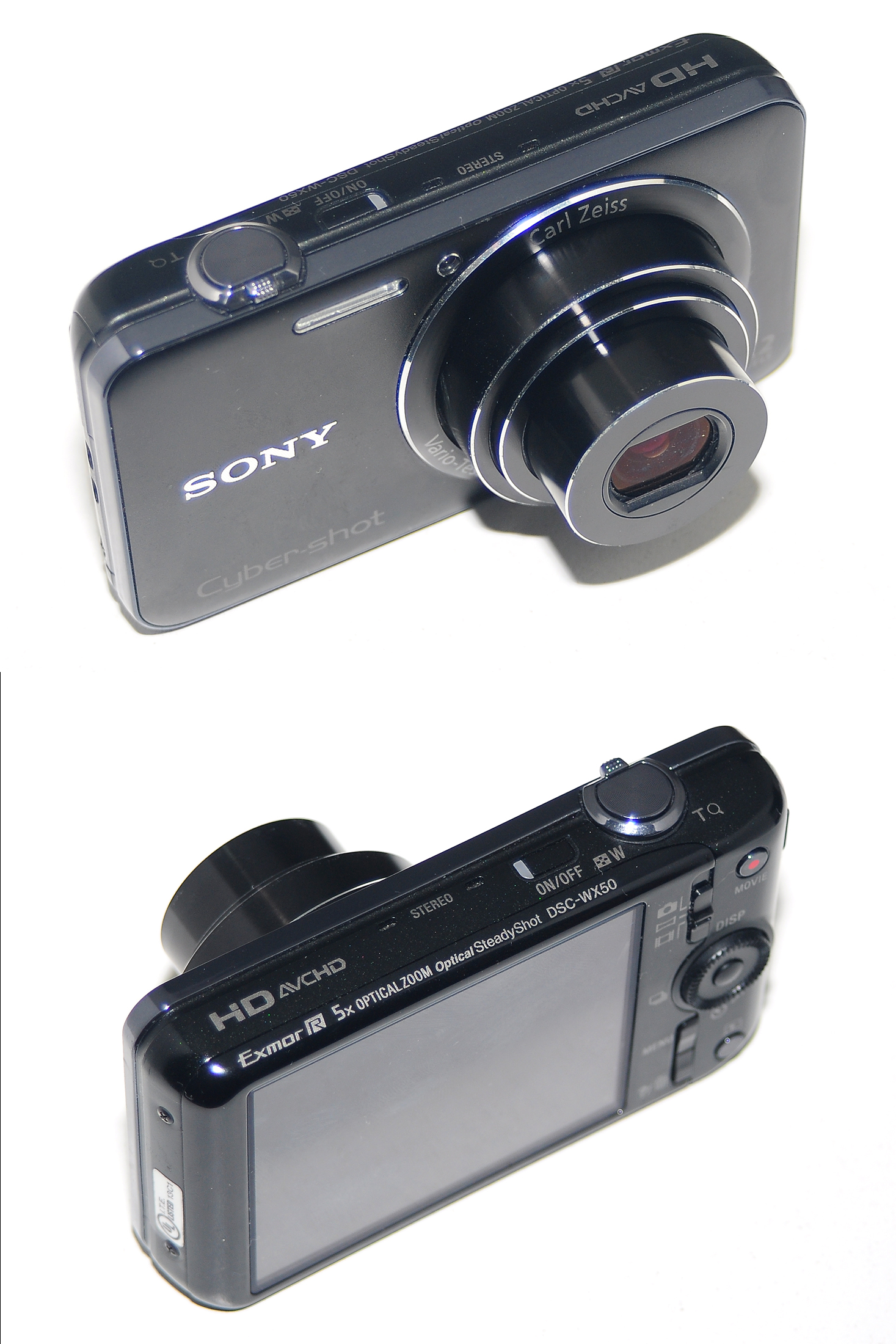
Sony CyberShot WX50, con grabación de video AVCHD.

Sony asegura que su nueva versión de Vegas Pro (la 9) permite editar AVCHD en el ordenador. Eso sí, sólo para entornos operativos con sistemas Windows. En el caso de los usuarios de Mac, Apple ha actualizado Final Cut Express 4, Final Cut Studio 2 e iMovie '08 para que reconozcan el formato aunque no trabajan con él, lo recomprimen a uno propio, el "Apple Intermediate Codec", que conserva la calidad y mejora la velocidad para trabajar con él a costa de aumentar considerablemente el tamaño de los archivos (200 MB se convierten en 2 GB de vídeo). En las últimas versiones de Final Cut Pro, Apple Inc. ha presentado el nuevo Codec (Proress LT 4:2:2:0) para trabajar en Final Cut Pro 7.0 con el cual trabaja 6 a 1  (16 gb AVCHD = 96GB Apple ProressLT).
Corel ULEAD Video Studio 11.5 y Pinnacle Studio Plus 11 también se han publicitado como compatibles (entorno Windows). En cuanto a su reproducción, de momento, Nero 8 Ultra Edition Enhanced o Cyberlink PowerDVD Ultra son las únicas soluciones que se presentan como disponibles (sólo Windows), aunque en Windows 7 el Windows media Player es capaz de reproducir dicho formato. Windows 10 también reproduce este tipo de archivos.
Toda esta situación puede cambiar en los próximos meses ya que Canon, Panasonic, JVC y Sony, entre otros, están sacando modelos de videocámaras domésticas que graban en formato AVCHD y eso debería dar un empujón definitivo a los programas compatibles para editarlo.
Para Windows los programas que lo editan son:
- Adobe After Effects CS4 en adelante - Adobe Systems Incorporated
- Adobe Premiere Pro CS4 - Adobe Systems Incorporated
- Roxio VideoWave
- MAGIX Video deluxe
- Edius (Ver.4.54 en adelante) Canopus - Thomson Grass Valley
- Vegas Pro 8.0 (Ver.8.0b) Sony Creative Software
- Vegas Movie Studio Platinum 8.0 (Ver.8.0d) Sony Creative Software
- Pinnacle Studio V11 Plus
- Pinnacle Studio 12/12 Ultimate
- Nero 8 (Ver.8.2.8.0) Nero Inc.
- Ulead VideoStudio 11 Plus - Corel Corporation
- Ulead VideoStudio 11 - Corel Corporation
- Ulead DVD MovieFactory 6 - Corel Corporation
- Free AVCHD Converter - Koyotesoft
- Cyberlink PowerDirector 6 - Cyberlink Corp.
- Grass Valley EDIUS
- Windows Movie Maker 16.4 (con ligeros errores)
- Camtasia Studio 9 - Cyberlink

Para OS X
- Final Cut Pro X (Ver.10.0.3) Apple Inc.
- iMovie ’11 (Ver.9.0.4) Apple Inc.
- Elgato Turbo.264 HD Software

Para GNU/Linux
- Kdenlive